# Sergej Dovlatov
Sergej Donatovič Dovlatov [sergéj donátovič dovlátov] (rusko Сергéй Донáтович Довлáтов), ruski pisatelj in novinar, * 3. september 1941, Ufa, Baškirska ASSR, Ruska SFSR, Sovjetska zveza † 24. avgust 1990, New York, zvezna država New York, ZDA. 
Znan je predvsem kot pisec povesti in kratkih zgodb. Med njegovimi povestmi izstopajo Zona, napisana na podlagi izkušnje z delom stražnika v zaporu, ki ga je opravljal med služenjem vojske, Kompromis, ki nas sooča z resnicami in lažmi sovjetskega novinarstva, ter Nacionalni park, kjer sta opis nalog vodiča v Puškinovem muzejskem parku združena z refleksijo o osebni in pisateljski usodi. V slovenščino so prevedene še Kovček, Naši in Tujka.
Poskusi objavljati svojo prozo v sovjetskih revijah so bili praviloma neuspešni, tipkopis prve knjige pa je bil uničen po navodilih KGB. Njegovi teksti so tako izhajali v samozaložbi oziroma v emigrantskih revijah. Zaradi publikacij na Zahodu leta 1976 je bil izključen iz Zveze sovjetskih novinarjev.
Leta 1978 je Dovlatov emigriral na Dunaj, kmalu zatem pa se je preselil v New York, kjer je končno uspel kot pisatelj. V času emigracije je v ZDA in Evropi izšlo dvanajst njegovih knjig, med drugim je objavljal v prestižni reviji The New Yorker. Umrl in pokopan je v New Yorku, kjer je leta 2014 dobil tudi ulico s svojim imenom. Večino življenja je sicer preživel v Sankt Peterburgu, kamor se je družina preselila kmalu po njegovem rojstvu, kot novinar pa je delal tudi v estonski prestolnici Talinu.

## Stil pisanja
»Ton njegovega govora uči bralca zadržanosti in deluje streznjujoče: vi postanete on, kar je najboljša terapija, ki je lahko ponujena sodobniku …  
Brati ga je lahko … Njegove knjige sem požiral v povprečju v 3-4 urah nepretrganega branja: od njih se je težko odlepiti prav zaradi nevsiljivosti njegovega tona. Nespremenljiva reakcija na njegove zgodbe in povesti – hvaležnost za odsotnost očitkov, za trezen pogled na stvari, za to tiho glasbo zdravega razuma …« (Josip Brodski)
Za slog Dovlatova je značilno, da se vse besede v njegovih frazah začenjajo na različne črke. Menil je namreč, da si je tudi pisec proze dolžan nadeti takšne ustvarjalne okove, kot sta rima in dolžina verza pri pesnikih, s čimer se slednji izognejo dolgoveznosti in praznini.

## Slovenski prevodi
Tujka; Kovček (Litera, Maribor, 2006) 
Nacionalni park; Kompromis; Naši (Študentska založba, Ljubljana, 2007)